# Намісник
Намісник — службова особа, яка від імені глави держави здійснює державну владу на якійсь території.
Голова місцевого управління у Великому Князівстві Литовському, намісництва в Російській імперії у 1775—1796 роках; голова найвищого виконавчого органу місцевого самоврядування в деяких коронних краях (зокрема, у Королівстві Галичини та Володимирії) Австрійської імперії з 1849 року та її наступниці — Австро-Угорської імперії (з 1867 року).
В північно-східних князівствах намісники прийшли на зміну посадникам і утримувалися за рахунок кормління. З часу правління Івана IV значення намісників стало зменшуватися, і з XVIII століття намісників замінюють воєводами і генерал-губернаторами по установі в Російській імперії губерній у 1775 році. Пізніше звання «намісник» збереглося для генерал-губернаторів Царства Польського (до 1874 роки) і Кавказу (до 1883 року) відновлено 1905 році.
У 1903 році було засновано намісництво Далекого Сходу, скасоване 1906 році після втрати Росією Квантунської області.

## У православ'ї
Намісник — духовна особа з ченців (ієромонах, ігумен або архімандрит), поставлена архієреєм для управління підлеглим йому монастирем.